# Préfecture de Miyazaki
Pour les articles homonymes, voir Miyazaki.
Miyazaki-ken (宮崎県) est une préfecture du Japon située à l’est de l'île Kyūshū. Sa capitale est la ville de Miyazaki.

## Histoire
Après la restauration Meiji, la province de Hyūga a été renommée préfecture de Miyazaki, par l’abolition du système han.

## Géographie

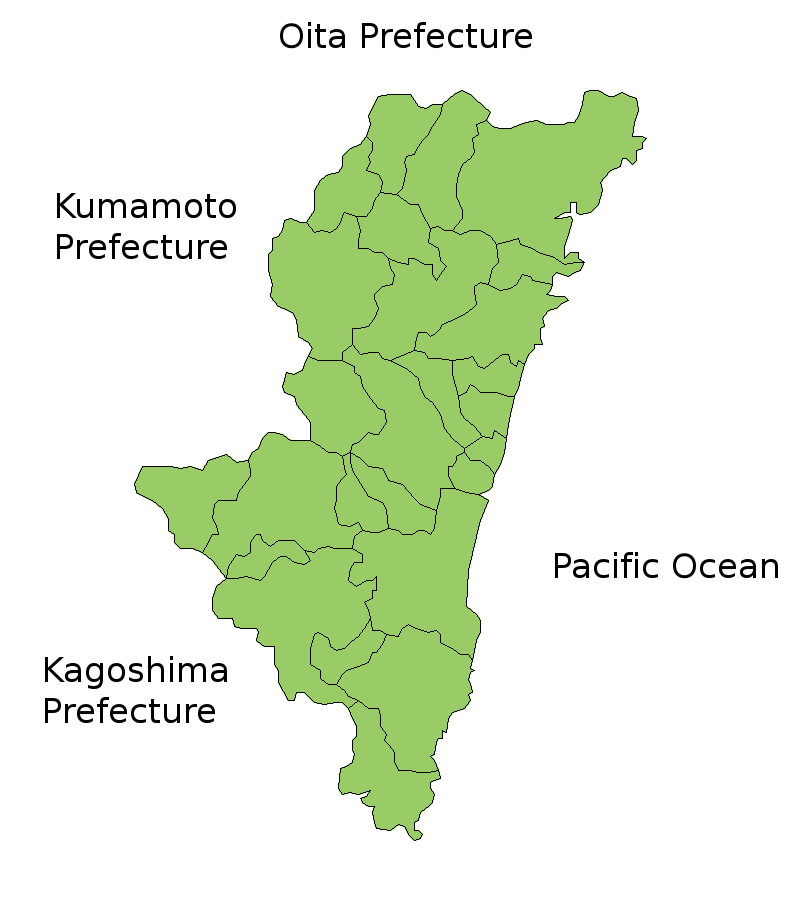
Carte de la préfecture.

La préfecture de Miyazaki est entourée des préfectures de Kagoshima, Kumamoto et Ōita.

### Divisions administratives
La préfecture comprend neuf villes et six districts (quatorze bourgs et trois villages, en 2010).

#### Villes
- Ebino
- Hyūga
- Kobayashi
- Kushima
- Miyakonojō
- Miyazaki (capitale)
- Nichinan
- Nobeoka
- Saito

#### Districts, bourgs et villages
- District de Higashimorokata
  - Aya
  - Kunitomi
- District de Higashiusuki
  - Kadogawa
  - Misato
  - Village de Morotsuka
  - Village de Shiiba
- District de Kitamorokata
  - Mimata
- District de Koyu
  - Kawaminami
  - Kijō
  - Shintomi
  - Takanabe
  - Tsuno
  - Village de Nishimera
- District de Nishimorokata
  - Takaharu
- District de Nishiusuki
  - Gokase
  - Hinokage
  - Takachiho

### Climat
L’ensemble de la préfecture jouit d’un climat très doux et de nombreuses journées de soleil grâce au courant marin chaud venu de l’océan Pacifique.

## Économie
Les principaux secteurs économiques sont l’agriculture, la pêche, la sylviculture pour le secteur primaire ; la chimie, l’industrie agroalimentaire pour le secteur secondaire ; le tourisme et le commerce pour le secteur tertiaire.

### Agriculture
Grâce à son climat, la région profite d’une agriculture variée, elle est notamment l’une des premières productrices de poivron et de pois de senteur. Cependant, on y trouve aussi des cultures plus communes comme le riz, les légumes, les fruits, le tabac ou la patate douce.

## Culture locale et patrimoine
Le poney Misaki est originaire de la région autour de Kushima dans la préfecture.